# Wizja Krzyża
Wizja Krzyża (wł. Visione della Croce) – fresk wykonany w latach 1520–1524 przez pomocników włoskiego malarza i architekta Rafaela Santiego. Po śmierci mistrza w 1520 roku Gianfrancesco Penni, Giulio Romano i Raffaellino del Colle z warsztatu Rafaela wspólnie dokończyli zlecenie na ozdobienie freskami pomieszczeń, obecnie znanych jako Stanze Watykańskie, w Pałacu Apostolskim w Watykanie.

## Opis
Na obrazie cesarz Konstantyn I Wielki widoczny jest tuż przed bitwą przy moście Mulwijskim stoczoną 28 października 312 roku z cesarzem Maksencjuszem, podczas rzymskiej wojny domowej. Według legendy Konstantynowi ukazał się na niebie krzyż, po czym jak widać na fresku i za panegirykiem Vita Constantini autorstwa Euzebiusza z Cezarei, przyjął greckie motto „Εν τούτῳ νίκα”, czyli „W ten sposób zwyciężaj”, które zostało przetłumaczone po łacinie jako In hoc signo vinces, czyli „Pod tym znakiem zwyciężysz”.
Ten manierystyczny obraz to zatłoczona i chaotyczna walka wręcz i mieszanina postaci, w tym smoka, karła, dwóch papieży i różnych symboli. Proporcje wśród żołnierzy wydają się zagmatwane, a niektóre są przyćmione przez bardziej odległe postacie.